# جون جونز كلارك
جون جونز كلارك (بالإنجليزية: John Jones Clarke)‏ هو سياسي أمريكي، ولد في 24 فبراير 1803 في نورتون في الولايات المتحدة، وتوفي في 5 نوفمبر 1887 في بوسطن في الولايات المتحدة. انتخب عضو مجلس نواب ماساتشوستس.